# Arachnolophus dentatus
Arachnolophus dentatus är en stekelart som beskrevs av Kamijo 1996. Arachnolophus dentatus ingår i släktet Arachnolophus och familjen finglanssteklar. Inga underarter finns listade.